# کوما، کوماموتو
کوما، کوماموتو (به لاتین: Kuma, Kumamoto) یک منطقهٔ مسکونی در ژاپن است که در Kuma District واقع شده‌است. کوما  ۴٬۴۹۱ نفر جمعیت دارد.